# Yuriko Osawa
Yuriko Osawa –en japonés, 大澤 友里子, Osawa Yuriko– (25 de julio de 1996) es una deportista japonesa que compitió en natación sincronizada. Ganó una medalla de bronce en el Campeonato Mundial de Natación de 2017, en la prueba de combinación libre.

## Palmarés internacional
| Campeonato Mundial | Campeonato Mundial | Campeonato Mundial | Campeonato Mundial |
| Año                | Lugar              | Medalla            | Prueba             |
| ------------------ | ------------------ | ------------------ | ------------------ |
| 2017               | Budapest (Hungría) | Medalla de bronce  | Combinación libre  |